# Aenictogiton bequaerti
Aenictogiton bequaerti é uma espécie de inseto do gênero Aenictogiton, pertencente à família Formicidae.